# Trichoniscus caroli
Trichoniscus caroli är en kräftdjursart som beskrevs av Karl Wilhelm Verhoeff 1917D. Trichoniscus caroli ingår i släktet Trichoniscus och familjen Trichoniscidae. Inga underarter finns listade i Catalogue of Life.